# Mademoiselle Rose ou le Langage des fleurs
Doña Rosita
Cet article concerne la pièce de Lorca. Pour le tableau de Delacroix, voir Mademoiselle Rose.
Mademoiselle Rose ou le Langage des fleurs (en espagnol : Doña Rosita la soltera o el Lenguaje de las flores), également intitulée Doña Rosita la célibataire (Doña Rosita la soltera), est une pièce de théâtre de Federico García Lorca créée en 1935 sous la Seconde République espagnole.

## Sujet
La pièce relate, en trois actes, la vie d'un couple qui doit se séparer avant que le fiancé ne doive partir s'installer de l'Espagne à l'Argentine. Le couple se promet un amour éternel. Le temps passe, et Mademoiselle Rose, l'héroïne restée en Espagne, n'a de cesse que d'attendre des nouvelles et des lettres. En réalité, le fiancé s'est marié avec une autre femme, à Tucumán, en Argentine. Mademoiselle Rose reste alors célibataire tout en voulant rester libre malgré les traditions, en tant que femme.

## Contexte et historique
La pièce se démarque des tragédies rurales lorquiennes classiques que sont, par exemple, Noces de sang et Yerma. L'affiche est réalisée par l'artiste Emili Grau Sala. 
Dans l'histoire du théâtre, il s'agit de la dernière œuvre de Lorca à être présentée de son vivant. La première a lieu au Teatre Principal de Barcelone le 13 décembre 1935, avant son assassinat par les nationalistes durant la guerre d'Espagne l'année suivante.
La pièce est considérée aujourd'hui comme une œuvre féministe sur la condition des femmes en Espagne.

## Distribution
La comédienne iconique de Lorca, Margarita Xirgu, tient le rôle principal de Mademoiselle Rose (Doña Rosita).  